# Phare d'Elbow Cay
Le phare d'Elbow Cay ou phare d'Hope Town est un phare actif situé à Hope Town sur Elbow Cay, l'une des Îles Abacos aux Bahamas. Il est géré par le Bahamas Port Department 

## Histoire
Le phare, mis en service en 1864 sur Elbow Cay, est situé du côté ouest du port d'Hope Town. Il est l'un des derniers phares au monde fonctionnant encore au Kérosène et l'un des trois seuls fonctionnant encore manuellement. Il a un mécanisme de poids qui doit être manœuvré à la main par les gardiens toutes les deux heures pour maintenir la séquence de cinq clignotements blancs toutes les 15 secondes. La lampe est munie d'une mèche brûlant un 1 gallon par nuit. La lumière est ensuite focalisée à travers l'optique d'une lentille de Fresnel de premier ordre qui flotte sur un lit de mercure. Celle-ci, mis en service en 1936, provient du phare de Gun Cay au sud des îles Bimini.
L'Elbow Reef Lighthouse Society (anciennement la Société de préservation du phare des Bahamas)  œuvre à la restauration et à la maintenance de ce phare historique. En 2015, des volontaires ont restauré le toit de la lanterne et en 2016, le verre de la lanterne a été remplacé.
Le 150e anniversaire du phare a été célébré en juin 2014. L'île est accessible par ferry depuis Marsh Harbour. La tour est ouverte tous les jours sauf le dimanche.

## Description
Ce phare est une tour circulaire en maçonnerie, avec une galerie et une lanterne de 27 m de haut. La tour est peinte de bandes rouges et blanches et la lanterne est blanche avec un dôme gris métallique. Il émet, à une hauteur focale de 44 m, cinq brefs éclats blancs de 0.1 seconde par période de 15 secondes. Sa portée est de 23 milles nautiques (environ 43 km) .
Identifiant : ARLHS : BAH-010 - Amirauté : J4572 - NGA : 110-11800 .

## Caractéristique dufeu maritime
Fréquence : 15 secondes (W-W-W-W)
- Lumière : 0.1 seconde
- Obscurité : 1.8 secondes
- Lumière : 0.1 seconde
- Obscurité : 5.3 secondes

|           |
| Elbow Cay |

|          |
| Le phare |

|           |
| Intérieur |

### Lien connexe
- Liste des phares des Bahamas